# Vertentes
Vertentes là một đô thị thuộc bang Pernambuco, Brasil. Đô thị này có diện tích 172,77 km², dân số năm 2007 là 16927 người, mật độ 97,97 người/km².